# GTC Race 2024
Die 2024er Saison des GTC Race (Gran Turismo Cup Race) war die 9. Saison der Serie. Es wurde in drei Klassen gefahren, der GT3-Klasse, der GT Cup - Klasse und der GT4-Klasse. Der Saisonauftakt fand vom 9. bis zum 12. Mai 2024 im Rahmen des ADAC Racing Weekend in Oschersleben statt. Die Saison umfasste 5 Rennwochenenden und endete vom 11. bis zum 13. Oktober 2024 auf dem Nürburgring.

## Starterfeld
Folgende Fahrer, Teams und Gaststarter sind in der Saison gestartet:
| Team                               | Fahrzeug                            | Klasse | Nr. | Fahrer                 | Rennen |
| ---------------------------------- | ----------------------------------- | ------ | --- | ---------------------- | ------ |
| Schnitzelalm Racing                | Mercedes-AMG GT3 Evo                | GT3    | 2   | Julian Hanses          | 1–3    |
| Schnitzelalm Racing                | Mercedes-AMG GT3 Evo                | GT3    | 2   | Jay Mo Härtling        | 1–3    |
| Schnitzelalm Racing                | Mercedes-AMG GT3 Evo                | GT3    | 12  | Marcel Marchewicz      | 2      |
| Schnitzelalm Racing                | Mercedes-AMG GT3 Evo                | GT3    | 12  | Moritz Wiskirchen      | 2      |
| Schnitzelalm Racing                | Mercedes-AMG GT4                    | GT4    | 11  | Enrico Förderer        | 1–3    |
| Schnitzelalm Racing                | Mercedes-AMG GT4                    | GT4    | 11  | Joel Mesch             | 1–3    |
| Car Collection Motorsport          | Audi R8 LMS GT3 Evo II              | GT3    | 7   | Peter Schmidt          | 2      |
| Car Collection Motorsport          | Audi R8 LMS GT3 Evo II              | GT3    | 7   | Johannes Siegler       | 2      |
| LIQUI MOLY Team Engstler           | Audi R8 LMS GT3 Evo II              | GT3    | 8   | Jannik Julius-Bernhart | 2      |
| LIQUI MOLY Team Engstler           | Audi R8 LMS GT3 Evo II              | GT3    | 8   | Pablo Schumm           | 2      |
| MH Motorsport-Service              | BMW M4 GT3                          | GT3    | 13  | Jürgen Alzen           | 1–3    |
| MH Motorsport-Service              | BMW M4 GT3                          | GT3    | 13  | Timo Scheibner         | 1–3    |
| Land Motorsport                    | Audi R8 LMS GT3 Evo II              | GT3    | 23  | Konstantin Gutsul      | 1–3    |
| Land Motorsport                    | Audi R8 LMS GT3 Evo II              | GT3    | 23  | Ivan Peklin            | 1–3    |
| W&S Motorsport                     | Porsche 718 Cayman GT4 RS Clubsport | GT4    | 30  | Tim Horrell            | 1–3    |
| W&S Motorsport                     | Porsche 718 Cayman GT4 RS Clubsport | GT4    | 31  | Marko Elser            | 1–3    |
| W&S Motorsport                     | Porsche 718 Cayman GT4 RS Clubsport | GT4    | 31  | Nico Gründel           | 1–3    |
| W&S Motorsport                     | Porsche 718 Cayman GT4 RS Clubsport | GT4    | 32  | Moritz Berrenberg      | 1–3    |
| W&S Motorsport                     | Porsche 718 Cayman GT4 RS Clubsport | GT4    | 32  | Alexander Danzer       | 1–3    |
| W&S Motorsport                     | Mercedes-AMG GT3 Evo                | GT3    | 99  | Luca Arnold            | 1–2    |
| W&S Motorsport                     | Mercedes-AMG GT3 Evo                | GT3    | 99  | Roland Arnold          | 1      |
| CCS Racing                         | Porsche 718 Cayman GT4 RS Clubsport | GT4    | 33  | Nicolas Gebhardt       | 1–3    |
| CCS Racing                         | KTM X-Bow GTX                       | GT Cup | tba | Tom Kieffer            | 3      |
| CCS Racing                         | KTM X-Bow GTX                       | GT Cup | tba | Uwe Schmidt            | 3      |
| Up2Race                            | Mercedes-AMG GT4                    | GT4    | 47  | Anton Abee             | 1–3    |
| Up2Race                            | Mercedes-AMG GT4                    | GT4    | 47  | Leon Arndt             | 1–3    |
| RN Vision STS / Leipert Motorsport | Lamborghini Huracan GT3             | GT3    | 55  | Gregor Drasal          | 2–3    |
| racing one                         | Ferrari 296 GT3                     | GT3    | 65  | Giacomo Altoe          | 2      |
| racing one                         | Ferrari 296 GT3                     | GT3    | 65  | Roland Arnold          | 2–3    |
| racing one                         | Ferrari 296 GT3                     | GT3    | 65  | Luca Arnold            | 3      |